# Criștioru de Jos
Criștioru de Jos – wieś w Rumunii, w okręgu Bihor, w gminie Criștioru de Jos. W 2011 roku liczyła 357 mieszkańców.